# Top Gear Hyper Bike
Top Gear Hyper Bike es un videojuego de carreras desarrollado por Snowblind Studios y lanzado para la Nintendo 64 en 2000.

## Jugabilidad
Top Gear Hyper Bike es un  videojuego de carreras de motocicletas que presenta tres modos de juego y seis diseños de pistas. También se incluye en el juego un editor de pistas donde los jugadores pueden crear sus propias pistas.

## Desarrollo
Como continuación de Top Gear Overdrive, Snowblind Studios desarrolló Top Gear Hyper Bike y funciona con una versión mejorada de su motor. Para hacer que el manejo y las animaciones de las motocicletas sean más realistas, los corredores poligonales del juego se segmentaron en seis partes independientes. Los efectos de sonido de los motores de motocicletas se grabaron de motos reales en un concesionario. El juego fue presentado en la Electronic Entertainment Expo en 1999.

## Recepción
Top Gear Hyper Bike recibió críticas "mixtas" de acuerdo con el sitio web agregación de revisión GameRankings.